# Reagrupamento para a República
O Reagrupamento para a República (Rassemblement pour la République, RPR) foi um partido político francês.
O RPR foi fundado por Jacques Chirac em 1976 a partir da extinção do partido gaulista União dos Democratas pela República (UDR). A UDR havia sido fundada em 1967, com o nome de União Democrática para a V República, depois União para a defesa da República. A UDR era por sua vez nascida da fusão entre a União para a Nova República (gaulista de direita), nascida dos republicanos sociais, e a União Democrática Trabalhista (gaulista de esquerda) (UDT). Nas eleições de 1978, o RPR obteve 23% dos votos válidos.
Foi substituído pela União por um Movimento Popular (UMP), defensora do gaullismo na França até a sua dissolução oficial em maio de 2015 .

## Resultados Eleitorais

### Eleições presidenciais
| Data | Candidato apoiado | 1ª Volta | 1ª Volta  | 1ª Volta     | 2ª Volta | 2ª Volta   | 2ª Volta     |
| Data | Candidato apoiado | CI.      | Votos     | %            | CI.      | Votos      | %            |
| ---- | ----------------- | -------- | --------- | ------------ | -------- | ---------- | ------------ |
| 1981 | Jacques Chirac    | 3.º      | 5 225 848 | 18,0 / 100,0 |          |            |              |
| 1988 | Jacques Chirac    | 2.º      | 6 063 514 | 19,9 / 100,0 | 2.º      | 14 218 970 | 46,0 / 100,0 |
| 1995 | Jacques Chirac    | 2.º      | 6 348 375 | 20,8 / 100,0 | 1.º      | 15 763 027 | 52,6 / 100,0 |
| 2002 | Jacques Chirac    | 1.º      | 5 665 855 | 19,9 / 100,0 | 1.º      | 25 537 956 | 82,2 / 100,0 |

### Eleições legislativas
| Data | 1ª Volta  | 1ª Volta   | 1ª Volta | 2ª Volta  | 2ª Volta   | 2ª Volta | Deputados | +/- | Status   | Notas           |
| Data | Votos     | %          | +/-      | Votos     | %          | +/-      | Deputados | +/- | Status   | Notas           |
| ---- | --------- | ---------- | -------- | --------- | ---------- | -------- | --------- | --- | -------- | --------------- |
| 1978 | 6 462 462 | 22,6 (1.º) |          | 6 651 756 | 26,1 (2.º) |          | 150 / 491 |     | Governo  |                 |
| 1981 | 5 231 269 | 20,8 (2.º) | 1,8      | 4 174 302 | 22,4 (2.º) | 3,9      | 85 / 491  | 63  | Oposição |                 |
| 1986 | 6 008 612 | 21,4 (2.º) |          |           |            |          | 149 / 573 | 62  | Governo  | Aliança com UDF |
| 1986 | 3 143 224 | 11,2 (3.º) | 9,6      |           |            |          | 149 / 573 | 62  | Governo  |                 |
| 1988 | 4 687 047 | 19,2 (2.º) | 8,0      | 4 688 493 | 23,1 (2.º) |          | 126 / 577 | 23  | Oposição |                 |
| 1993 | 5 032 496 | 20,1 (1.º) | 0,9      | 5 741 629 | 29,0 (1.º) | 5,9      | 242 / 577 | 116 | Governo  |                 |
| 1997 | 3 983 257 | 15,7 (2.º) | 5,4      | 5 714 354 | 22,5 (2.º) | 6,5      | 139 / 577 | 103 | Oposição |                 |

### Eleições europeias
| Data | Votos     | %          | +/-  | Deputados | +/- | Aliança           |
| ---- | --------- | ---------- | ---- | --------- | --- | ----------------- |
| 1979 | 3 301 980 | 16,3 (4.º) |      | 15 / 81   |     |                   |
| 1984 | 8 683 596 | 43,0 (1.º) | 26,7 | 20 / 81   | 5   | Coligação com UDF |
| 1989 | 5 242 038 | 28,9 (1.º) | 14,1 | 13 / 81   | 7   | Coligação com UDF |
| 1994 | 4 985 574 | 25,6 (1.º) | 3,2  | 14 / 87   | 1   | Coligação com UDF |
| 1999 | 2 263 476 | 12,8 (3.º) | 12,8 | 12 / 87   | 1   |                   |

## Lista de Presidentes do RPR
- 1976 - 1994 : Jacques Chirac
- 1994 - 1997 : Alain Juppé
- 1997 - 1999 : Philippe Séguin
- 1999           : Nicolas Sarkozy
- 1999 - 2002 : Michèle Alliot-Marie

1. ↑  http://www.independent.co.uk/news/world/europe/boost-for-sarkozy-as-ump-party-changes-its-name-to-the-republicans-10286171.html